# Fany Chalas
Fany Santa Chalas Frias, Fani Chala (ur. 2 lutego 1993) – dominikańska lekkoatletka specjalizująca się w biegach sprinterskich,
Jako piętnastolatka zdobyła brązowy medal w sztafecie 4 × 100 metrów podczas młodzieżowych mistrzostw NACAC (2008). Rok później zajęła 6. miejsce w biegu na 100 metrów na mistrzostwach świata juniorów młodszych w Bressanone oraz wystąpiła w finale juniorskiego czempionatu obu Ameryk. W 2010 sięgnęła po srebro i brąz mistrzostw Ameryki Środkowej i Karaibów juniorów. W tym samym roku została brązową medalistką igrzysk olimpijskich młodzieży na dystansie 100 metrów.
W 2012 weszła w skład dominikańskiej sztafety, która zdobyła srebro ibero-amerykańskiego czempionatu w Barquisimeto. Dwa miesiące później sięgnęła po dwa złota mistrzostw Ameryki Środkowej i Karaibów juniorów oraz zajęła 7. miejsce na dystansie 100 metrów podczas juniorskich mistrzostw świata w Barcelonie. Rok później była czwarta na mistrzostwach Ameryki Środkowej i Karaibów oraz startowała na światowym czempionacie w Moskwie.
Złota medalistka mistrzostw Dominikany.

## Osiągnięcia
| Rok  | Impreza                                           | Miejsce        | Konkurencja             | Lokata     | Wynik   |
| ---- | ------------------------------------------------- | -------------- | ----------------------- | ---------- | ------- |
| 2008 | Młodzieżowe mistrzostwa NACAC                     | Toluca         | sztafeta 4 × 100 metrów | 3. miejsce | 46,23   |
| 2009 | Mistrzostwa świata juniorów młodszych             | Bressanone     | bieg na 100 metrów      | 6. miejsce | 11,80   |
| 2009 | Mistrzostwa świata juniorów młodszych             | Bressanone     | bieg na 200 metrów      | półfinał   | 24,48   |
| 2009 | Mistrzostwa panamerykańskie juniorów              | Port-of-Spain  | bieg na 100 metrów      | 8. miejsce | 11,95   |
| 2009 | Mistrzostwa panamerykańskie juniorów              | Port-of-Spain  | bieg na 200 metrów      | eliminacje | DNF     |
| 2009 | Mistrzostwa panamerykańskie juniorów              | Port-of-Spain  | sztafeta 4 × 100 metrów | 6. miejsce | 46,48   |
| 2010 | Mistrzostwa Ameryki Środkowej i Karaibów juniorów | Santo Domingo  | bieg na 100 metrów      | 2. miejsce | 11,97   |
| 2010 | Mistrzostwa Ameryki Środkowej i Karaibów juniorów | Santo Domingo  | bieg na 200 metrów      | 3. miejsce | 23,94   |
| 2010 | Mistrzostwa świata juniorów                       | Moncton        | bieg na 100 metrów      | półfinał   | 11,87   |
| 2010 | Mistrzostwa świata juniorów                       | Moncton        | bieg na 200 metrów      | półfinał   | 24,02   |
| 2010 | Igrzyska Ameryki Środkowej i Karaibów             | Mayagüez       | sztafeta 4 × 100 metrów | 4. miejsce | 44,75   |
| 2010 | Igrzyska olimpijskie młodzieży                    | Singapur       | bieg na 100 metrów      | 3. miejsce | 11,65   |
| 2011 | Światowe wojskowe igrzyska sportowe               | Rio de Janeiro | bieg na 100 metrów      | eliminacje | 11,89   |
| 2011 | Mistrzostwa Ameryki Środkowej i Karaibów          | Mayagüez       | sztafeta 4 × 100 metrów | 5. miejsce | 44,68   |
| 2012 | Mistrzostwa ibero-amerykańskie                    | Barquisimeto   | bieg na 100 metrów      | 8. miejsce | 12,81   |
| 2012 | Mistrzostwa ibero-amerykańskie                    | Barquisimeto   | bieg na 200 metrów      | eliminacje | 23,80   |
| 2012 | Mistrzostwa ibero-amerykańskie                    | Barquisimeto   | sztafeta 4 × 100 metrów | 2. miejsce | 44,04   |
| 2012 | Mistrzostwa Ameryki Środkowej i Karaibów juniorów | San Salvador   | bieg na 100 metrów      | 1. miejsce | 11,53   |
| 2012 | Mistrzostwa Ameryki Środkowej i Karaibów juniorów | San Salvador   | bieg na 200 metrów      | 1. miejsce | 23,79   |
| 2012 | Mistrzostwa świata juniorów                       | Barcelona      | bieg na 100 metrów      | 7. miejsce | 11,58   |
| 2012 | Mistrzostwa świata juniorów                       | Barcelona      | bieg na 200 metrów      | półfinał   | 24,15   |
| 2013 | Mistrzostwa Ameryki Środkowej i Karaibów          | Morelia        | bieg na 100 metrów      | 4. miejsce | 11,41   |
| 2013 | Mistrzostwa Ameryki Środkowej i Karaibów          | Morelia        | sztafeta 4 × 100 metrów | 4. miejsce | 44,12   |
| 2013 | Mistrzostwa świata                                | Moskwa         | sztafeta 4 × 100 metrów | eliminacje | 43,28   |
| 2014 | Mistrzostwa ibero-amerykańskie                    | São Paulo      | bieg na 100 metrów      | 7. miejsce | 11,97   |
| 2014 | Mistrzostwa ibero-amerykańskie                    | São Paulo      | sztafeta 4 × 100 metrów | 2. miejsce | 46,58   |
| 2014 | Igrzyska Ameryki Środkowej i Karaibów             | Xalapa         | bieg na 100 metrów      | eliminacje | 11,83   |
| 2014 | Igrzyska Ameryki Środkowej i Karaibów             | Xalapa         | sztafeta 4 × 100 metrów | 5. miejsce | 44,68   |
| 2014 | Igrzyska Ameryki Środkowej i Karaibów             | Xalapa         | sztafeta 4 × 400 metrów | 5. miejsce | 3:41,57 |

## Rekordy życiowe
- Bieg na 100 metrów – 11,38 (2013) były rekord Dominikany
- Bieg na 200 metrów (stadion) – 23,51 (2012)

18 sierpnia 2013 dominikańska sztafeta 4 × 100 metrów w składzie Mariely Sánchez, Chalas, Marleni Mejía i Margarita Manzueta ustanowiła aktualny rekord kraju w tej konkurencji – 43,28.